# Juan Santiago Aramburu
Juan Santiago Aramburu Salinas (Salvatierra de Álava, 26 de junio de 1860 - Vitoria, 16 de septiembre de 1937) fue un organista, pianista y compositor español, padre de los también músicos y  compositores Luis Aramburu y Enrique Aramburu.

## Biografía
Perteneciente a una familia de honda tradición musical, era profesor de música y piano. Sus padres eran Pío Aramburu y Melchora Salinas, ambos alaveses. Contrajo matrimonio con Loreto Martínez de San Vicente.
Como es evidente, fue el primer profesor de sus hijos, que fueron ocho: seis chicas y los posteriormente compositores Luis y Enrique Aramburu.
Fue organista de la Iglesia de San Miguel de Vitoria y en 1928 fue nombrado primer director del recién creado Conservatorio de Vitoria, en el que también daba clases de piano y que posteriormente también dirigiría su hijo Luis.
Uno de sus alumnos más destacados fue Germán Landazábal Garagalza (1884-1953).